# Stella (1950)
Stella ist eine US-amerikanische Filmkomödie aus dem Jahr 1950 von Claude Binyon mit Ann Sheridan in der Titelrolle. Der Film wurde von 20th Century Fox produziert und basiert auf dem Roman Family Skeleton von Doris Miles Disney.

## Handlung
Auf einem bewaldeten Picknickplatz in Connecticut beerdigen Mitglieder der Familie Bevins, darunter Mutter Flora, Töchter Claire und Mary und ihre jeweiligen Ehemänner Carl und Don, ihren Onkel Joe in einem improvisierten Grab. Unterdessen arbeitet Stella Bevins, die den Großteil des finanziellen Unterhalts der Familie leistet, in der örtlichen Niederlassung der Commonwealth Insurance Co. Stella ist mit ihrem Chef Fred Anderson verlobt, duldet ihn aber nur, weil sie den Job braucht. Ihre Schwäger arbeiten während der Sommermonate in einem örtlichen Hotel, faulenzen dafür den Rest des Jahres und beziehen Arbeitslosengeld. Jeff De Marco, ein Schadensregulierer und ehemaliger Detektiv der Versicherung, arbeitet an einem Fall in der Nähe und wurde gebeten, Fred für eine Stelle in der Hauptniederlassung in New York zu beurteilen.
Um mehr über Fred herauszufinden, lädt Jeff Stella zum Abendessen ein, aber sie ist nicht beeindruckt von ihm. Als sie nach Hause kommt, erfährt Stella, dass Onkel Joe vermisst wird, aber da er schon früher bei Saufgelagen verschwunden ist, ist sie nicht besorgt. Später wird der Haushalt der Bevins von Polizeichef Clark und der Witwe Calhoun inspiziert, die Joe als vermisst gemeldet haben. Sie und Joe hatten geplant, in dieser Nacht durchzubrennen und dann die Familie Bevins aus dem Haus zu werfen. Nachdem der Polizeichef und die Witwe gegangen sind, findet Stella einige von Joes besten Kleidungsstücken auf einem Treppenabsatz und wird misstrauisch. Ihre Mutter gesteht, dass Onkel Joe sich bei einem Familienpicknick gemein verhalten und Carl zu einem Kampf herausgefordert hat, aber gestürzt, mit dem Kopf auf einen Felsen aufgeschlagen und gestorben ist. Obwohl Stella den Polizeichef anrufen möchte, ist sie überzeugt, dass angesichts der früheren Feindseligkeiten zwischen Joe und Carl niemand glauben wird, dass es ein Unfall war, und so stimmt sie zu, ihr Geheimnis zu bewahren. Der an Stella interessierte Jeff ist gerade dabei, nach New York zurückzukehren, als Fred herausfindet, dass Joe bei ihrer Firma für 20.000 Dollar versichert war. Clark ruft an und teilt mit, dass Joes Leiche offenbar gefunden wurde, nachdem sie von einem Güterzug überfahren worden war. Carl und Don identifizieren die Überreste des Fremden als Onkel Joe. Beim Abendessen streitet die Familie über das Versicherungsgeld, als Jeff und die Witwe Calhoun kommen und sagen, dass Zahnunterlagen bewiesen hätten, dass der Mann, den sie identifiziert haben, nicht Joe gewesen sein könne. Jeff schlägt vor, dass sie ihren Versicherungsanspruch zurückziehen.
Einige Zeit später erhalten Fred und Stella eine Einladung von Jeff, an einer Firmentagung in New York teilzunehmen, damit Fred die richtigen Leute treffen und den Job bekommen kann. Unter den Leuten, die Fred trifft, ist Charlie Wright, der Chefsachbearbeiter der Firma, der hofft, einen Platz für Fred in New York zu finden, ihn aber in der Zwischenzeit gerne hätte, um Ansprüche in seinem eigenen Bereich zu untersuchen, wie zum Beispiel den Fall Bevins. Fred wird eifersüchtig, weil Jeff Stella so viel Aufmerksamkeit schenkt, und erinnert ihn daran, dass er und Stella verlobt sind. Zurück in Connecticut taucht ein weiterer potenzieller Onkel Joe auf, diesmal am Strand. Wieder identifizieren Carl und Don die Leiche als Onkel Joe und arrangieren eine aufwendige Beerdigung für 500 Dollar. Eine besorgte Stella gesteht Fred dann, was vorgefallen ist. Er sagt ihr, dass jetzt niemand mehr glauben wird, dass Joes Tod ein Unfall war, und schlägt vor, dass sie das Versicherungsgeld einfordert und sich von der Last befreit, ihre Familie zu ernähren. Bald kommt Jeff zurück in die Stadt, um den neuesten Fall Bevins zu untersuchen. Bei der Beerdigung verkündet Jeff, dass Röntgenaufnahmen zeigen, dass die Leiche, die sie begraben wollen, unmöglich Onkel Joes sein kann. Später schlägt Carl vor, Onkel Joe auszugraben und ihn dort zu lassen, wo er gefunden werden kann.
Als Stella, die sich in Jeff verliebt hat, Fred erzählt, dass sie vorhat, Jeff zu heiraten, erinnert er sie an das, was sie ihm anvertraut hat, und hält es ihr vor. Jeff vermutet, dass Fred etwas weiß, das Stella verletzen könnte. Als er hört, wie Stella Fred erzählt, dass Carl und Don Onkel Joe ausgraben, macht er sich mit Clark auf den Weg zur Grabstelle. Fred und Stella fahren auch zum Picknickplatz. Da es Nacht ist, haben Carl und Don Schwierigkeiten, das Grab zu finden. Nachdem Stella und Fred angekommen sind, hören Jeff und Clark, wie Carl zu Stella und Fred sagt, dass Joes Tod ein Unfall war. Nachdem sie von Jeff und Clark überrascht wurden, wird Carl und Don befohlen, weiter zu graben, bis sie Onkel Joe finden. Auf der Polizeiwache erhält Clark einen Anruf vom Gerichtsmediziner, der mitteilt, dass die Leiche, die Carl und Don schließlich gefunden haben, die einer Indianerin war, da sie Joe auf einem ehemaligen Indianerfriedhof begraben hatten. Obwohl der Verdacht auf Joes Tod entkräftet ist, schlägt Jeff vor, dass Carl und Don weitergraben, bis sie Joe finden. Während sie ein Loch nach dem anderen graben, gehen Jeff und Stella fort, um zu heiraten.

## Hintergrund
Gedreht wurde der Film vom 16. März bis zum 24. April 1950.
Laut Dokumenten im Fox-Archiv kaufte das Studio die Rechte an dem Roman am 30. September 1949 für 10.000 Dollar (2024: ca. 132.000 Dollar). F. Hugh Herbert schrieb im Oktober 1949 einen Drehbuchentwurf, es ist nicht geklärt, was von seiner Arbeit, wenn überhaupt, im veröffentlichten Film erhalten geblieben ist. Alle nachfolgenden Entwürfe wurden ausschließlich von Claude Binyon geschrieben.
Vor Beginn der Dreharbeiten erfuhr das Projekt mehrere Besetzungsänderungen: Susan Hayward wurde durch Ann Sheridan ersetzt. Randy Stuart, die Mary spielen sollte, ersetzte Barbara Lawrence als Claire, im Gegenzug ersetzte Marion Marshall Randy Stuart als Mary. Chill Wills, der den Polizeichef Clark spielte, bestand darauf, dass sein Name weder auf der Leinwand noch in irgendeiner Werbung erscheinen sollte. Obwohl Cyril J. Mockridge auf der Leinwand für die Filmmusik genannt wurde, komponierte er keine der Musikstücke, laut den Dokumenten schrieb Alfred Newman den Großteil davon.
Der Film war der letzte Filmauftritt des langjährigen Charakterdarstellers Hobart Cavanaugh, der Ende April 1950 verstarb. Trotz zweier Zusammenbrüche am Set hatte der schwer krebskranke Schauspieler darauf bestanden, Stella noch zu Ende zu drehen.
Die Premiere des Films fand am 20. Juli 1950 in Louisville (Kentucky) statt.
Mark-Lee Kirk und Lyle R. Wheeler oblag die künstlerische Leitung. Paul S. Fox und Thomas Little waren für das Szenenbild zuständig, Edward Stevenson für die Kostüme. Verantwortliche Toningenieure waren Roger Heman sr. und E. Clayton Ward. Fred Sersen schuf die Spezialeffekte. Musikalischer Direktor war Lionel Newman.

## Kritiken
Der Kritiker der The New York Times befand, Claude Binyon habe aus einer im Grunde makaberen Situation eine der ungewöhnlichsten Komödien der Saison gezaubert. Mit einer guten Besetzung und Dialogen, die im Allgemeinen heiter und oft recht satirisch seien, habe er einen überraschend lustigen Film zusammengestellt.
Der Kritiker des TV Guide sah eine witzige schwarze Komödie.